# Jigal Jasinow
Jigal Jasinow (hebr. יגאל יאסינוב, ang. Yigal Yasinov, ur. 27 kwietnia 1966 w Ukraińskiej SRR) – izraelski polityk, w latach 2003–2006 poseł do Knesetu.

## Życiorys
Urodził się 27 kwietnia 1966 na terenie Ukraińskiej Socjalistycznej Republiki Radzieckiej. W 1993 wyemigrował do Izraela.
W wyborach parlamentarnych w 2003 po raz pierwszy i jedyny dostał się do izraelskiego parlamentu z listy Szinui. W szesnastym Knesecie przewodniczył podkomisji ds. naukowców-imigrantów i zasiadał w komisjach nauki i technologii; absoprcji imigrantów i spraw diaspory oraz pracy i opieki społecznej. Pod koniec kadencji przystąpił do partii Nasz Dom Izrael. W 2006 utracił miejsce w parlamencie.